# Karel Tobback
Pour les articles homonymes, voir Tobback.
Karel Lodewijk Maria Frans Tobback, né le 6 mai 1897 à Boom et y décédé le 19 novembre 1954, est un homme politique belge, membre du parti catholique. 
Tobback fut notaire.

## Fonctions et mandats
- Conseiller communal de Boom : 1932-..
- Sénateur élu de l'arrondissement d'Anvers : 1946-1954

## Source
- Bio sur ODIS